# Bulbophyllum longissimum
Bulbophyllum longissimum é uma espécie de orquídea (família Orchidaceae) pertencente ao gênero Bulbophyllum. Foi descrita por Henry Nicholas Ridley e Johannes Jacobus Smith em 1912.